# James Japp főfelügyelő
James Japp főfelügyelő kitalált szereplő Agatha Christie regényeiben. A történet szerint a Scotland Yard nyomozója, aki már régebbről ismeri a nagy belga nyomozót, Hercule Poirot-t.
Először A titokzatos stylesi eset c. regényben tűnik fel, majd számos más Poirot novellában és regényben együtt nyomoz a belga detektívvel. Karaktere hasonlatos a Sherlock Holmes történetekben szereplő, szintén a Scotland Yardon dolgozó Lestrade felügyelőével.

## Japp felügyelő élete
Japp és Poirot 1904-ben ismerkedtek meg, mikor Poirot még a belga rendőrségnél dolgozott. Poirot segítségével két igen szövevényes ügyet göngyölített fel. Japp a történetek során sokszor fordul Poirot-hoz tanácsért, vagy épp segítségért, ha egy nyomozás végképp elakad, ugyanakkor legnagyobb vágya az, hogy egyszer végre egyedül is meg tudjon oldani egy bonyolult bűntényt.
Habár módszereik különbözők, mégis kölcsönösen tisztelik és nagyratartják egymást. Jappet meglehetősen bosszantja Poirot titokzatos, színpadias viselkedése, és az, hogy a belga detektív mindig egy lépéssel előtte jár. Néhányszor meg finoman meg is jegyzi, hogy Poirot-val nincs minden rendben. Ennek ellenére, az esetek végén mindig igazat ad neki, bár nehezen tudja megérteni, hogy Poirot hogy is jött rá a megoldásra. Ilyenkor barátja előszeretettel hivatkozik a „kis szürke agysejtekre”. Jappet ez a válasz nem mindig elégíti ki, és egyszer még fogad is Poirot-val abban, hogy az épp aktuális ügyet úgysem tudja megoldani otthon, a karosszékében. Poirot zsenialitását ismerve azonban a győztes személye nem lehet kétséges…
Japp főfelügyelő magánéletéről elég keveset tudunk meg a könyvekből, de a Poirot-novellák tévéváltozatában az alkotók kicsit gazdagították a jellemét, és több humoros jelenetet is írtak a számára.

## Japp alakítói
Japp felügyelő legismertebb és leghíresebb alakítója Philip Jackson (*1948), aki a David Suchet főszereplésével készült Poirot-sorozatban (Agatha Christie’s Poirot) játszotta a karaktert. Érdekesség, hogy Suchet az 1985-ös Lord Edgware halála c. filmben alakította Jappet, míg Poirot-t Peter Ustinov.
Philip Jackson nemcsak a filmekben keltette életre a karaktert, hanem a John Moffat által készített BBC Radio adaptációkban is.
A különböző filmfeldolgozások során előfordul, hogy Japp azokban a történetekben is feltűnik, amelyekben eredetileg nem szerepel.
A magyar változatban Japp főfelügyelő (Philip Jackson) Ujlaki Dénes hangján szólal meg.

## Regények Japp szereplésével
- A titokzatos stylesi eset (The Mysterious Affair at Styles, 1920)
- A titokzatos Négyes (The Big Four, magyarul: A "Négyek társasága" címmel is, 1927)
- Ház a világ végén (Peril at End House, magyarul: A vörös sál címmel is, 1932)
- Lord Edgware rejtélyes halála (Lord Edgware Dies, 1933)
- Halál a felhők között (Death in the Clouds, magyarul: Poirot gyanúba esik címmel is, 1935)
- Az ABC-gyilkosságok (The A.B.C. Murders, magyarul: Poirot és az ABC címmel is, 1936)
- A fogorvos széke (One, Two, Buckle My Shoe, 1940)